# Danan
Danan egyike volt annak a három vulkáni kúpnak (a másik kettő: a Rakata és Perboewatan), mely a Krakatau szigeten tornyosult. Danan 1883-ban 450 méter magas lehetett, elképzelhető, hogy dupla vulkán volt. E kúp látszólag elpusztult a Krakatau 1883-as kitörése közben, csupán egy sziklás sziget, a Bootsmansrots nevű andezit tömb maradt belőle.

## Aktivitásai

### 1680-1681-es kitörés
Danan látszólag csatlakozott a Perboewatan kitöréséhez, valamikor 1680 májusában, amikor a Perboewatan kitörni kezdett. A visszatérő holland utazó, név szerint Johann Wilhelm Vogel látta, a vulkán felett magasra emelkedő hamuoszlopot 1681 februárjában.

### Az 1883-as kitörés
1883 májusában (szintén úgy, mint 1680-ban) Perboewatan kezdett el először nagy mennyiségű füstöt eregetni, majd a folyamatba a Danan is bekapcsolódott, nagy robajjal. Június 24-én egy 8 kilométer magas füstoszlop tornyosult a Krakatau sziget fölé, ami mintegy 5 napig látható volt. Augusztus 11-én szintén kitört. Augusztus 26-án ismét kitört, de ekkorra már Rakata és Perboewatan is okádta a füstöt. Augusztus 27-én, reggel 10 óra 52 perckor eget-földet megrengető robbanással beszakadt a vulkáni kúp, melyet 5000 km-es körzetben hallani lehetett.

## Fordítás
Ez a szócikk részben vagy egészben  a   Danan című angol Wikipédia-szócikk ezen változatának fordításán alapul.  Az eredeti cikk szerkesztőit annak laptörténete sorolja fel. Ez a jelzés csupán a megfogalmazás eredetét és a szerzői jogokat jelzi, nem szolgál a cikkben szereplő információk forrásmegjelöléseként.